# Munna armoricana
Munna armoricana är en kräftdjursart som beskrevs av Carton 1962. Munna armoricana ingår i släktet Munna och familjen Munnidae. Inga underarter finns listade i Catalogue of Life.